# Henri X de Chojnów
Henri X de Chojnów  (en polonais: Henryk X chojnowski en allemand:   Heinrich X von Haynau)  né vers 1426 – avant 28 mai 1452; fut duc conjoint avec son frère comme corégent de Lubin (1436-1446) et de Brzeg (1441-1446), de  Chojnów (1441-1450) et Złotoryja (1441-1452).

## Biographie
Henri X est le second fils du duc Louis III et de son épouse Marguerite d'Opole, fille de Bolko IV d'Opole.
En 1441, après la mort de leur père Henri X et son frère ainé Jean Ier héritent conjointement des duchés de Lubin et Chojnów. Leur mère Marguerite d'Opole reçoit comme douaire Oława. En 1443 les deux frères reçoivent Brzeg d'Élisabeth de Brandebourg, duchesse douairière de Legnica-Brieg, veuve de Louis II de Brzeg cousin germain de leur père.
Du fait d'une situation financière catastrophique les deux frères doivent engager en 1446 leur duché de Lubin au duc Henri IX l'Ancien de Glogau en 1446. En 1450 il engage Brzeg, à leur oncle maternel Nicolas Ier d'Opole. À la fin les deux frères ne disposent plus que de Chojnów et de Strzelin, sur lesquelles ils règnent conjointement jusqu'à la mort d'Henri X sans descendance qui laisse Jean Ier comme seul duc.

## Sources
- (en) Cet article est partiellement ou en totalité issu de l’article de Wikipédia en anglais intitulé « Henry X of Haynau » (voir la liste des auteurs), édition du 6 juillet 2014.
- (en) & (de) Peter Truhart, Regents of Nations, K. G Saur Münich, 1984-1988 (ISBN 359810491X), Art. « Liegnitz (Pol. Legnica) + Goldberg », p.  2451-2452 & « Brieg (Pol. Brzeg » p. 2448-2449
- (de) Europäische Stammtafeln Vittorio Klostermann, Gmbh, Francfort-sur-le-Main, 2004  (ISBN 3465032926),  Die Herzoge von Schlesien, in Liegnitz 1352-1596, und in Brieg 1532-1586 des Stammes der Piasten  Volume III Tafel 10.